# No (canção de Meghan Trainor)
"No" (estilizada como "NO" e "NØ" na capa do single) é uma canção da artista musical estadunidense Meghan Trainor, gravada para seu segundo álbum de estúdio, Thank You (2016). Foi composta pela própria em conjunto com Jacob Kasher e Ricky Reed, sendo produzida pelo último. O seu lançamento como o primeiro single do disco ocorreu em 4 de março de 2016, através da Epic Records.

## Faixas e formatos
| Download digital |        |         |  |
| N.º              | Título | Duração |  |
| 1.               | "No"   | 3:33    |  |

## Desempenho nas tabelas musicais

### Posições
| Tabela musical (2016)                                  | Melhor posição |
| ------------------------------------------------------ | -------------- |
| Alemanha (Media Control Charts)                        | 12             |
| Austrália (ARIA Charts)                                | 9              |
| Áustria (Ö3 Austria Top 40)                            | 7              |
| Bélgica (Ultratop 50 de Flandres)                      | 22             |
| Bélgica (Ultratip da Valônia)                          | 9              |
| Canadá (Canadian Hot 100)                              | 10             |
| Escócia (The Official Charts Company)                  | 8              |
| Eslováquia (IFPI Slovenská Republika)                  | 50             |
| Espanha (Productores de Música de España)              | 6              |
| Estados Unidos (Billboard Hot 100)                     | 3              |
| Estados Unidos (Pop Songs)                             | 7              |
| Estados Unidos (Adult Pop Songs)                       | 6              |
| Estados Unidos (Hot Adult Contemporary Tracks)         | 16             |
| França (Syndicat National de l'Édition Phonographique) | 113            |
| Hungria (Magyar Hanglemezkiadók Szövetsége)            | 17             |
| Irlanda (Irish Recorded Music Association)             | 20             |
| México (Mexico Inglés Airplay)                         | 1              |
| Nova Zelândia (NZ Top 40 Singles)                      | 18             |
| Países Baixos (MegaCharts)                             | 34             |
| Reino Unido (UK Singles Chart)                         | 11             |
| Suécia (Sverigetopplistan)                             | 34             |
| Suíça (Schweizer Hitparade)                            | 29             |

### Certificações
| País (Empresa)        | Certificação |
| --------------------- | ------------ |
| Austrália (ARIA)      | Platina      |
| Estados Unidos (RIAA) | Platina      |
| Nova Zelândia (RMNZ)  | Ouro         |
| Reino Unido (BPI)     | Prata        |

## Histórico de lançamento
| País           | Data               | Formato                   | Gravadora |
| -------------- | ------------------ | ------------------------- | --------- |
| Estados Unidos | 4 de março de 2016 | Download digital          | Epic      |
| Estados Unidos | 7 de março de 2016 | Rádios adult contemporary | Epic      |
| Estados Unidos | 8 de março de 2016 | Rádios mainstream         | Epic      |